# کوه‌های اوسامبارا
کوه‌های اوسامبارا (به لاتین: Usambara Mountains) یک رشته‌کوه در تانزانیا است که در استان تانگا واقع شده‌است.